# Canfranc
Canfranc – gmina w Hiszpanii, w prowincji Huesca, w Aragonii, o powierzchni 71,56 km². W 2011 roku gmina liczyła 599 mieszkańców.
Znajduje się tu dworzec kolejowy Canfranc.

## Współpraca
- La Concordia, Ekwador